# Campeonato Mundial de Patinaje Artístico sobre Hielo de 2021
El CXI Campeonato Mundial de Patinaje Artístico se celebró en Estocolmo (Suecia) entre el 24 y el 28 de marzo de 2021 bajo la organización de la Unión Internacional de Patinaje sobre Hielo (ISU) y la Federación Sueca de Patinaje sobre Hielo.
Las competiciones se realizaron en el Ericsson Globe de la capital sueca.

## Calendario
- Hora local de Estocolmo (UTC+1).

| Programa corto | Programa libre |

| Fecha       | Hora          | Evento             |
| ----------- | ------------- | ------------------ |
| 24 de marzo | 10:00 – 15:55 | Femenino           |
| 24 de marzo | 18:30 – 22:50 | Parejas            |
| 25 de marzo | 11:30 – 16:25 | Masculino          |
| 25 de marzo | 18:10 – 21:55 | Parejas            |
| 26 de marzo | 10:55 – 16:00 | Danza sobre hielo  |
| 26 de marzo | 18:00 – 22:00 | Femenino           |
| 27 de marzo | 11:00 – 15:00 | Masculino          |
| 27 de marzo | 17:00 – 20:20 | Danza sobre hielo  |
| 28 de marzo | 14:30 – 17:00 | Gala de exhibición |

## Resultados

### Masculino
| Puesto | Nombre        | País           | Puntos |
| ------ | ------------- | -------------- | ------ |
| Oro    | Nathan Chen   | Estados Unidos | 320,88 |
| Plata  | Yuma Kagiyama | Japón          | 291,77 |
| Bronce | Yuzuru Hanyu  | Japón          | 289,18 |

### Femenino
| Puesto | Nombre                  | País | Puntos |
| ------ | ----------------------- | ---- | ------ |
| Oro    | Anna Shcherbakova       | FSR  | 233,17 |
| Plata  | Yelizaveta Tuktamysheva | FSR  | 220,46 |
| Bronce | Alexandra Trusova       | FSR  | 217,20 |

### Parejas
| Puesto | Nombre                               | País  | Puntos |
| ------ | ------------------------------------ | ----- | ------ |
| Oro    | Anastasiya Mishina Alexandr Galiamov | FSR   | 227,59 |
| Plata  | Sui Wenjing Han Cong                 | China | 225,71 |
| Bronce | Alexandra Boikova Dmitri Kozlovski   | FSR   | 217,63 |

### Danza en hielo
| Puesto | Nombre                                | País           | Puntos |
| ------ | ------------------------------------- | -------------- | ------ |
| Oro    | Viktoriya Sinitsina Nikita Katsalapov | FSR            | 221,17 |
| Plata  | Madison Hubbell Zachary Donohue       | Estados Unidos | 214,71 |
| Bronce | Piper Gilles Paul Poirier             | Canadá         | 214,35 |

## Medallero
| Núm. | País           | Oro | Plata | Bronce | Total |
| ---- | -------------- | --- | ----- | ------ | ----- |
| 1    | FSR            | 3   | 1     | 2      | 6     |
| 2    | Estados Unidos | 1   | 1     | 0      | 2     |
| 3    | Japón          | 0   | 1     | 1      | 2     |
| 4    | China          | 0   | 1     | 0      | 1     |
| 5    | Canadá         | 0   | 0     | 1      | 1     |
|      | TOTAL          | 4   | 4     | 4      | 12    |